# Giro delle Fiandre 1928
Il Giro delle Fiandre 1928, dodicesima edizione della corsa, fu disputato il 25 marzo 1928, per un percorso totale di 225 km. Fu vinto dal belga Jan Mertens, al traguardo con il tempo di 6h55'00", alla media di 32,530 km/h, davanti ai connazionali August Mortelmans e Louis Delannoy.
I ciclisti che tagliarono il traguardo a Wetteren furono 25.

## Ordine d'arrivo (Top 10)
| Pos. | Corridore          | Squadra         | Tempo    |
| ---- | ------------------ | --------------- | -------- |
| 1    | Jan Mertens        | Securitas       | 6h55'00" |
| 2    | August Mortelmans  | Touring-Pirelli | s.t.     |
| 3    | Louis Delannoy     | Securitas       | s.t.     |
| 4    | Lucien Buysse      | Automoto        | s.t.     |
| 5    | Armand van Bruaene | La Nordiste     | s.t.     |
| 6    | Leander Gijssels   | Automoto        | a 7'30"  |
| 7    | Julien Vervaecke   | Armor-Dunlop    | a 7'35"  |
| 8    | Joseph Van Dam     | -               | a 8'30"  |
| 9    | Jules Deschepper   | Van Hauwaert    | a 8'35"  |
| 10   | Raoul Degroote     | -               | a 8'40"  |